# Paulo Gonçalves
Paulo Gonçalves (Esposende, Portugal; 5 de febrero de 1979-Layla, Arabia Saudita; 12 de enero de 2020) fue un piloto de motos portugués, miembro del equipo Hero de gran trayectoria en enduro y raid.
Entre sus logros en los que se remarcan el Campeonato Mundial de Rally Cross-Country de la FIM en 2013 y el segundo puesto en el Rally Dakar de 2015.

## Biografía

### Primeros años
En sus primeros años, Paulo empezó con el motocross, aunque poco a poco también fue empezando a destacar en otras competiciones como enduro y raid, siendo estas últimas las que más fama le han dado.
Su primera participación en el Rally Dakar fue en la edición de 2006. Acabó el raid en la 25.º plaza. Al año siguiente, en el último Dakar en África, mejoró sus prestaciones acabando dos puestos por delante, el 23.º. En 2008 ante la ausencia del Rally Dakar ante las amenazas terroristas de Al Qaeda, logró el quinto puesto en el Rally de Portugal como mejor resultado de la temporada.
En 2009 con el regreso del Rally Dakar, esta vez en Sudamérica, Gonçalves regresa a la carrera, cerrando en puesto en el top 10.

### 2010
En 2010, Paulo competiría en el Rally Dakar, y ya en algunas pruebas del Campeonato Mundial de Rally Cross-Country de la FIM. En el Rally Dakar de ese año, ya que debió abandonar en la sexta etapa debido a una rotura de clavícula, fruto de una caída.
Compitió en el Rally de Marruecos, en el que fue octavo y en la carrera Estoril-Marrakech acabándola en tercer lugar, la última plaza del podio.

### 2011

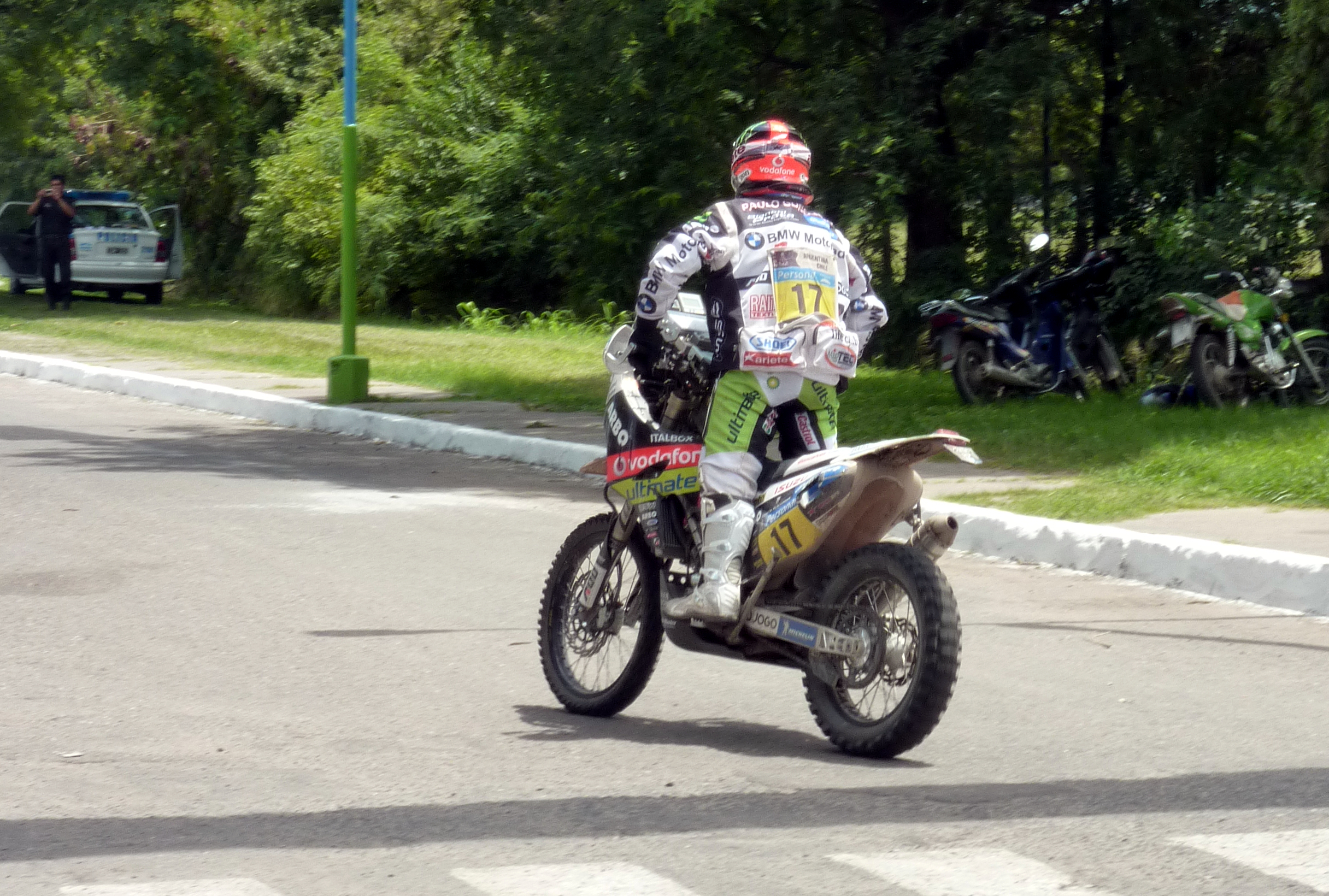
Gonçalves en la edición 2011 del Dakar.

Su temporada comienza de nuevo con el Rally Dakar. Ganó la primera especial de su carrera, aunque a mitad del raid se volvió a caer fuertemente cerca de Antofagasta, viéndose obligado al abandono. Corrió con BMW.
Corrió algunas fechas de Campeonato Mundial de Cross-Country, ya con su nueva moto, la Husqvarna. En Dos Sertões abandonó por problema de llanta, y en Marruecos tuvo problemas mecánicos, aunque acabó 14.º.

### 2012
Esta temporada vuelve a correr el Dakar y todas las fechas del mundial de raid. En el Dakar Argentina-Chile-Perú vuelve a tener problemas, sobre todo en la sexta etapa con un problema de motor, que le hizo perder más de seis horas y todas sus opciones, aunque finalmente acabara 26.º.
Comienza su mundial en el Rally de Abu Dhabi, con un tercer puesto. En los Rally de Catar y Cerdeña su nivel baja, acabando noveno y sexto, respectivamente. En el Rally de los Faraones que ganó Joan Barreda Bort, Paulo acaba cuarto y cierra el año con un quinto en el Rally de Marruecos. Su puesto en la general es el cuarto puesto.

### 2013
Repite calendario, aunque esta vez completa una temporada con mejores resultados. En el Rally Dakar de 2013 sigue sufriendo problemas con su moto, aunque regresa al top 10 tras cuatro años fuera de él.
En el Campeonato Mundial de Rally Cross-Country de la FIM, comenzó el año obteniendo un valioso 2.º puesto en el Abu Dhabi Desert Challenge. Repetiría posiciones en las siguientes dos citas, el Rally de Catar y el Rally de Cerdeña en sus últimas dos carreras con Husqvarna ya que fichó por Honda junto con Barreda. Su estreno con Honda no fue con victoria en el Rally dos Sertões. Terminaría el mundial con otra victoria más en Rally de Marruecos, que le valdría para obtener el Campeonato Mundial de Rally Cross-Country de la FIM, por delante, entre otros de Marc Coma y de Joan Barreda Bort. También correría el Desafío Ruta 40 con un cuarto puesto.

### 2014
En el Dakar, en la calurosa quinta etapa su moto cae en llamas, y debe abandonar de nuevo.
Comenzó la defensa del mundial de raid ganando en el Rally de Abu Dhabi. En la prueba catarí da un paso atrás aunque acaba qunto. En el Rally de Cerdeña es cuarto, por detrás de sus dos máximos rivales, Coma y Barreda. En el Rally dos Sertões vuelve al podio, esta vez segundo. En la última cita del año necesitaba la victoria para poder revalidar título. Sin embargo, acabó abandonando, debido a una caída y posterior fracturas de costillas y lesión en un hombro. Acabó cuarto finalmente el mundial.

### 2015
Gonçalves completa un estupendo Rally Dakar. En la primera etapa acabó segundo. En la séptima etapa (Iquique-Uyuni) ganó su segunda etapa en un Dakar, además de ponerse tercero en la general. En la siguiente etapa (Uyuni-Iquique), su jefe de filas Joan Barreda Bort pierde todas sus opciones y Gonçalves asciende a la segunda plaza en la general, además de convertirse en el líder de Honda para el resto de la carrera. Finalizó segundo detrás de Marc Coma, sufriendo además una sanción en la antepenúltima etapa.

### 2016-2018
En estos tres años, volvió a competir en el Dakar con Honda. Ganó una etapa en la primera edición de las tres pero solamente finalizó la de 2017, en sexta posición.
En 2017 se realizó en Perú el Baja Inka, exactamente en el departamento de Ica al sur de Lima. El equipo Honda participó con todas sus estrellas, siendo Gonçalves el máximo ganador en su categoría, luego de tres días de dura competencia en el desierto de California (Pisco) y Médanos de Ica. Fue muy ovacionado en el podio que se realizó en la ciudad de Paracas.

## Fallecimiento
Falleció a los 40 años el 12 de enero de 2020 debido a un paro cardiorrespiratorio que le provocó una dura caída cuando cubría el kilómetro 276 de la séptima etapa del Rally Dakar, realizado en Arabia Saudita. Si bien el helicóptero médico de la organización se posó junto a él sólo ocho minutos después de ser informada la emergencia, fue trasladado al hospital de Layla donde se confirmó finalmente su deceso. Hasta su caída fatal ocupaba el puesto 46.º de la tabla general en motos al término de la sexta etapa, dos días antes debido a problemas con el motor el cual tuvo que cambiar él mismo en medio del desierto.
Después del día de descanso (día antes del fallecimiento) decidió tomarse la carrera con otra perspectiva de disfrutar y poder acabarla Era su primera participación en este raid con la marca India Hero, la cual conocida la noticia de su fallecimiento se retiró de la prueba en señal de respeto.

## Palmarés
2011
- 1 etapa del Rally Dakar.

2012
- 3.º en el Rally de Abu Dabi.
- 4.º en el Campeonato Mundial de Rally Cross-Country de la FIM.

2013
- 2.º en el Rally de Abu Dabi.
- 2.º en el Rally de Catar.
- 2.º en el Rally de Cerdeña.
- Ganador del Rally dos Sertões.
- Ganador del Rally de Marruecos.
- Ganador del Campeonato Mundial de Rally Cross-Country de la FIM.

2014
- Ganador del Rally de Abu Dabi.
- 2.º en el Rally dos Sertões.
- 4.º en el Campeonato Mundial de Rally Cross-Country de la FIM.

2015
- 1 etapa y 2.º en el Rally Dakar.
- Ganador del Desafío Ruta 40

2017
- Ganador Baja Inka: Paracas 1000 (Desierto de Ica, Perú)

2018
- Ganador del Desafío Ruta 40

## Resultados

### Rally Dakar
| Año     | Categoría | Vehículo  | Posición | Etapas ganadas |
| ------- | --------- | --------- | -------- | -------------- |
| 2006    | Motos     | KTM       | 25.º     | -              |
| 2007    | Motos     | KTM       | 23.º     | -              |
| 2009    | Motos     | KTM       | 10.º     | -              |
| 2010    | Motos     | Honda     | Ret.     | -              |
| 2011    | Motos     | BMW       | Ret.     | 1              |
| 2012    | Motos     | Husqvarna | 26.º     | -              |
| 2013    | Motos     | Husqvarna | 10.º     | -              |
| 2014    | Motos     | Honda     | Ret.     | -              |
| 2015    | Motos     | Honda     | 2.º      | 1              |
| 2016    | Motos     | Honda     | Ret.     | 1              |
| 2017    | Motos     | Honda     | 6.º      | -              |
| 2019    | Motos     | Honda     | Ret.     | -              |
| 2020    | Motos     | Hero      | QEPD     | -              |
| Fuente: |           |           |          |                |

### Campeonato Mundial de Cross-Country de la FIM
| Año     | Categoría | Vehículo  | Posición | Puntaje | Victorias                  |
| ------- | --------- | --------- | -------- | ------- | -------------------------- |
| 2012    | Motos     | Husqvarna | 4.º      | 45      | -                          |
| 2013    | Motos     | Honda     | 1.º      | 84      | 2 (Dos Sertões y Faraones) |
| 2014    | Motos     | Honda     | 2.º      | 71      | 1 (Abu Dhabi)              |
| 2015    | Motos     | Honda     | 3.º      | 72      | -                          |
| 2016    | Motos     | Honda     | 14.º     | 21      | -                          |
| 2017    | Motos     | Honda     | 4.º      | 85      | -                          |
| 2018    | Motos     | Honda     | 4.º      | 71      | 1 (Ruta 40)                |
| 2019    | Motos     | Hero      | 17.º     | 20      | -                          |
| Fuente: |           |           |          |         |                            |